# Dryobotodes tenebrosa
Dryobotodes tenebrosa là một loài bướm đêm trong họ Noctuidae.